# Albert Oyhançabal
Albert Oyhançabal, né le 23 février 1933 à Muret (Haute-Garonne) et décédé le 9 février 2017 à Pont-en-Royans (Isère), est un spéléologue français. conseiller technique adjoint du préfet de l'Isère pour les secours spéléologiques de 1972 à 1980, il succède à Fernand Petzl  au poste de conseiller technique départemental en 1980. À ce titre, il a dirigé de nombreuses opérations de sauvetage.

## Début dans la spéléologie
Albert Oyhançabal s'initie à la spéléologie par le scoutisme. Encadré par un jeune prêtre, il pratique alors un ensemble d'activités de plein air. Des camps scouts l'amènent à découvrir les cavités du Lot.

## Explorations souterraines
Albert Oyhançabal part continuer son cursus scolaire à Nîmes, où il pratique la spéléologie dans le club de Nîmes. Il participe aux explorations dans les garrigues gardoises dont celle de l'aven de Camelié (Lussan). Il fait aussi partie des expéditions dans le gouffre de Padirac dans le Lot. Lors de ces explorations, il côtoie deux grandes figures de la spéléologie : Guy de Lavaur et Robert de Joly.
Installé en Isère, il s'inscrit au Groupe spéléologique valentinois (Valence). Il participe ainsi aux expéditions estivales au gouffre Berger dans les années 1965 et 1966. Il enchaîne les découvertes sur le Vercors notamment, jusqu'en 2001. Il explore ainsi, les grottes de Choranche et participe à la découverte de 18 km de nouvelles galeries avec son fils Bernard. Il fera de nombreuses découvertes dans le scialet du Peljonc à Méaudre ainsi qu'au trou des Flammes en Chartreuse.
À 73 ans, en 2006, il descend une dernière fois dans le gouffre Berger, avec le PGHM de l'Isère.

## Engagement dans le secours en spéléologie
Très impliqué dans le sauvetage de Jacqueline Bocquet, en 1965, au gouffre Berger, il se rapproche de Fernand Petzl et participe à la fondation de la Société Spéléo Secours Isère en 1970. Il en est président à deux reprises : de 1975 à 1981 et de 1989 à 1995. En parallèle, il devient conseiller technique adjoint du Préfet pour les secours spéléologique de 1972 à 1980. Il devient conseiller technique départemental en 1980, au départ de Fernand Petzl. Il reste à ce poste jusqu'en 1998.
Pendant ces 28 ans au service du secours spéléologique, il dirige une centaine d’opérations de secours. Il a participé au sauvetage de 240 victimes. Lors de ces opérations, il a eu sous sa responsabilité plus de 1 500 sauveteurs tous corps confondus. Il a notamment géré les opérations de sauvetage suivantes :
- du 11 septembre 1975, un accident dû à une crue provoque le décès de deux jeunes spéléologues de Sanary (Var) au gouffre Berger. Il faut trois semaines pour remonter les corps[2],[3].
- du 6 au 15 novembre 1976, à la grotte de Gournier, un importante opération de secours est engagée pour porter secours à une équipe de trois spéléologues lyonnais. Leurs corps sont découverts dans la rivière souterraine. Une équipe de sauveteurs est même bloquée par une autre crue[4],[5],[6],[7],[8],[9].
- les 11 et 12 décembre 1979, une crue est à l'origine du décès de deux jeunes spéléologues isérois, au scialet de la Fromagère[10].
- du 11 au 15 juillet 1982, une importante opération de secours a lieu pour dégager un spéléologue isérois victime d'une fracture au bras, dans le gouffre Jibé sur la Dent de Crolles[11],[12],[13].
- en août 1987, une vaste opération est engagée pour retrouver un jeune spéléologue britannique. Son corps est découvert et évacué en 1988[14],[15],[16].
- du 12 au 15 septembre 1993, de nombreux sauveteurs sont engagés pour porter secours à un spéléologue isérois victime d'une fracture du fémur dans le réseau du Trou qui Souffle à Méaudre[17],[18].
- du 11 au 19 juillet 1996, 190 sauveteurs sont engagés pour porter secours à six spéléologues britanniques et hongrois bloqués par une crue. Deux sont décédés à l'arrivée des sauveteurs[19],[20],[21],[22],[23].

Convaincu très tôt de l'intérêt de l'usage des explosifs lors des opérations de sauvetage en spéléologie, il se perfectionne en la matière et forme les sauveteurs isérois. Il participe également à une étude sur l’analyse des gaz émis par les fumées de tir en collaboration avec un laboratoire du CEA Grenoble.
Au développement du système Nicola, de transmission par le sol il supervise les premiers essais d'ampleur sur le terrain, dans le réseau de la Dent de Crolles en 1998.